# Lac des Gentianes
Le lac des Gentianes est un  lac pyrénéen français situé administrativement dans la commune de Gavarnie-Gèdre dans le département des Hautes-Pyrénées, dans le Lavedan en Occitanie.
Le lac a une superficie de 0,5 ha pour une altitude de 2 642 m, il atteint une profondeur de 8 m.

## Toponymie
Son nom vient de la gentiane jaune, très présente dans les Pyrénées.

## Géographie
Le lac des Gentianes est  un lac naturel situé dans l'enceinte du parc national des Pyrénées, dans la vallée d'Ossoue.

### Topographie
| Pic de Labas (2 946 m) | Col d'Estom Soubiran (2 652 m) | Pic d'Estom Soubiran (2 929 m)           |
| Refuge Baysselance     | lac des Gentianes              | Petit lac du col des Gentianes (2 650 m) |
|                        | Pouey Mourou (2 848 m)         |                                          |

### Hydrographie
Le lac a pour émissaire le ruisseau des Oulettes.

## Protection environnementale
Le lac est situé dans le parc national des Pyrénées et fait partie d'une zone naturelle protégée, classée ZNIEFF de type 1 : Vallons d'Ossoue et d'Aspé  et de type 2 : Haute vallée du gave de Pau : Vallées de Gèdre et Gavarnie.

## Voies d'accès
Le lac des Gentianes est accessible par le versant nord depuis la Fruitière par le sentier du lac d'Estom et son refuge, prendre le sentier de Labas en direction du refuge  Baysselance par le col de Labas.
Par le versant sud, par la vallée d'Ossoue on y accède depuis Gavarnie par une piste qui passe par la cabane de Milhas pour conduire au barrage d'Ossoue (1 834 m) puis par le sentier du lac des Gentianes.